# Fluweelelfenbankje
Het fluweelelfenbankje (Trametes pubescens) is een schimmel behorend tot de familie Polyporaceae. Het heeft een crèmekleurig, fijn fluweelachtig hoedoppervlak. In tegenstelling tot de meeste andere Trametes-soorten, mist het hoedoppervlak sterk contrasterende kleurzones. Het is een eenjarige, saprobische schimmel, een afbreker van het dood loofhout, groeiend in clusters op boomstammen, stronken en neergehaalde takken. 

## Kenmerken

### Uiterlijke kenmerken
Het fluweelelfenbankje vormt 3 tot 10 cm brede, dunne, waaiervormige vruchtlichamen met een scherpe buitenrand, die als dakpannen in grote groepen bij elkaar staan. De vruchtlichamen zijn aanvankelijk puur wit van kleur en worden met de jaren crème tot lichtgrijs-oker. Bij het drogen worden de vruchtlichamen vrij licht en broos, de kleur verandert in geel. De bovenzijde is mat en heeft fijne, fluweelachtige haren met aangegeven zonering; aan de onderzijde bevinden zich de korte, witte tot crèmekleurige buisjes. Met 3 tot 4 per mm heeft het fluweelelfenbankje relatief fijne, rond-hoekige poriën.
De soort is oneetbaar.

### Microscopische kenmerken
De sporenprint is wit. De sporen zijn glad, cilindrisch tot worstvormig, inamyloïde sporen en 5-6 × 1,5-2,5 µm groot.

## Ecologie
Het fluweelelfenbankje is een saprobische houtbewoner die witrot veroorzaakt in het aangetaste hout. Dode staande en liggende stammen en takken, die mogelijk nog schors hebben of de schors al verloren hebben, worden neergezet. De soort leeft in loofhout, voornamelijk elzen, berken en beuken. De vruchtlichamen verschijnen het hele jaar door. De fluweelelfenbankje komt voornamelijk voor in lucht- en bodemvochtige loofbossen die periodiek of spontaan kunnen overstromen, zoals moeras- en alluviale bossen, wilgenstruiken of schaduwrijke en vochtige loofbossen, soms ook in parken.

## Verspreiding
Het fluweelelfenbankje komt voor in Azië van Siberië tot Pakistan en India, oostelijk tot Korea en in de Verenigde Staten en Canada. In Afrika is het ontdekt in Ethiopië, Tanzania en Kenia. In Europa komt de soort voor in de gematigde en boreale streken. De soort is zeer zeldzaam in Duitsland en komt alleen vaker voor in de Alpen en het voorland van de Alpen.

## Genoom
Het genoom van Trametes pubescens is in 2017 gepubliceerd door Zoraide Granchi en collega's van het OPTIBIOCAT-project. Het genoom bevat 39,7 miljoen basen. Het consortium schat dat er 14.451 verschillende genen zijn, wat vrij gemiddeld is bij saprobische houtrottende soorten. De sequencing is uitgevoerd in Leiden (Nederland).